# Antociánok

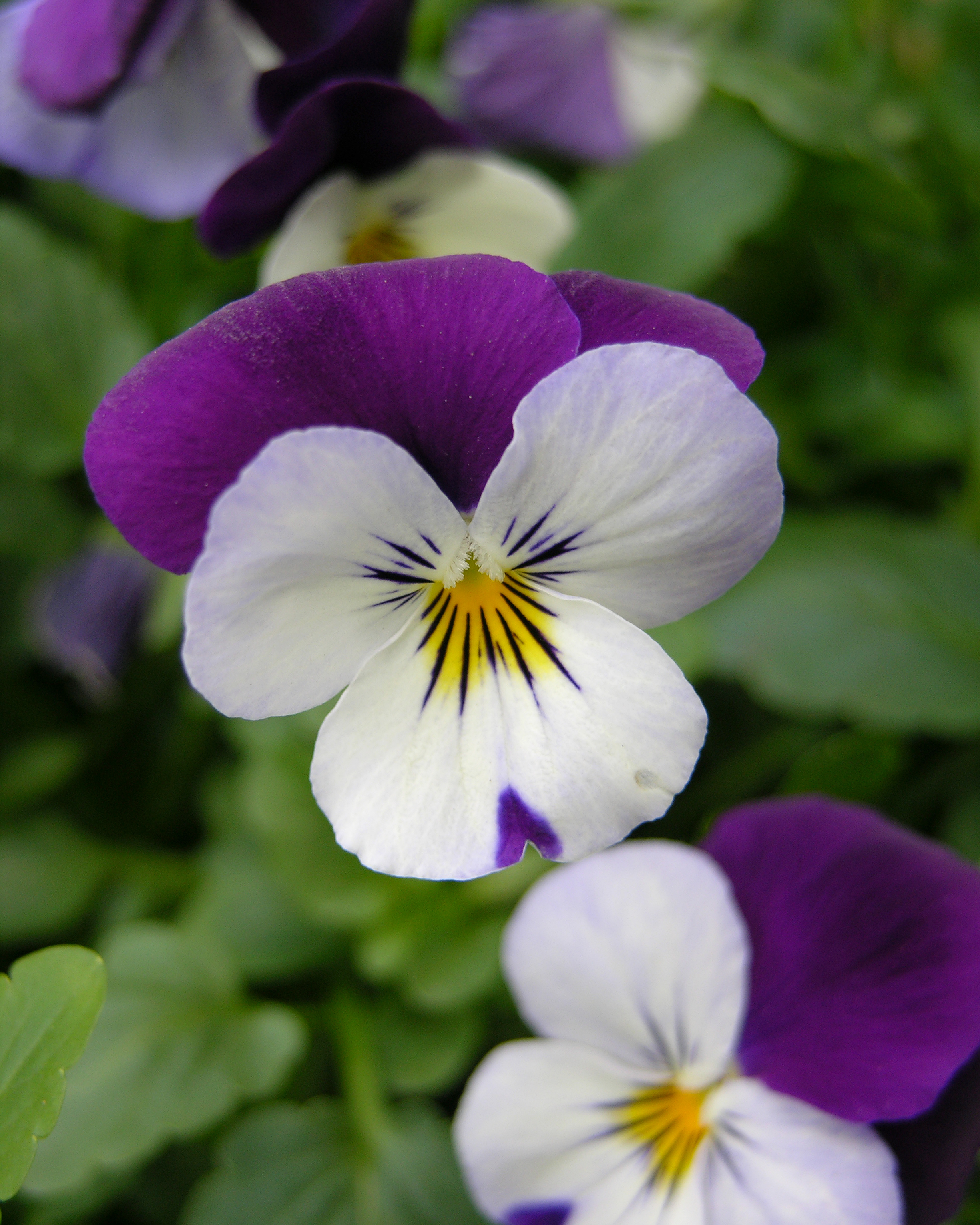
A háromszínű árvácska (viola tricolor) egyik színét az antocián adja

Az antociánok (E163) egy vízoldékony színanyagcsoport. Színüket a pH-tól függően változtatják, a pirostól kezdve a kékig. A flavén (2-fenil-kromén) hidroxi-származékai glikozidok formájában elterjedtek az élővilágban, összefoglaló nevük flavílium vagy antocián (antocianin-) színezékek. A természetben a baktériumokban és a növényekben is megtalálhatók. A növények nagy részében ezek a vegyületek elsősorban a levelekben, a gyökerekben, a virágokban és a gyümölcsökben fordulnak elő.
Az antocián a görög anthosz (άνθος, virág) és a kyanosz (κυανός, kék) szóból származik.

## Funkciója

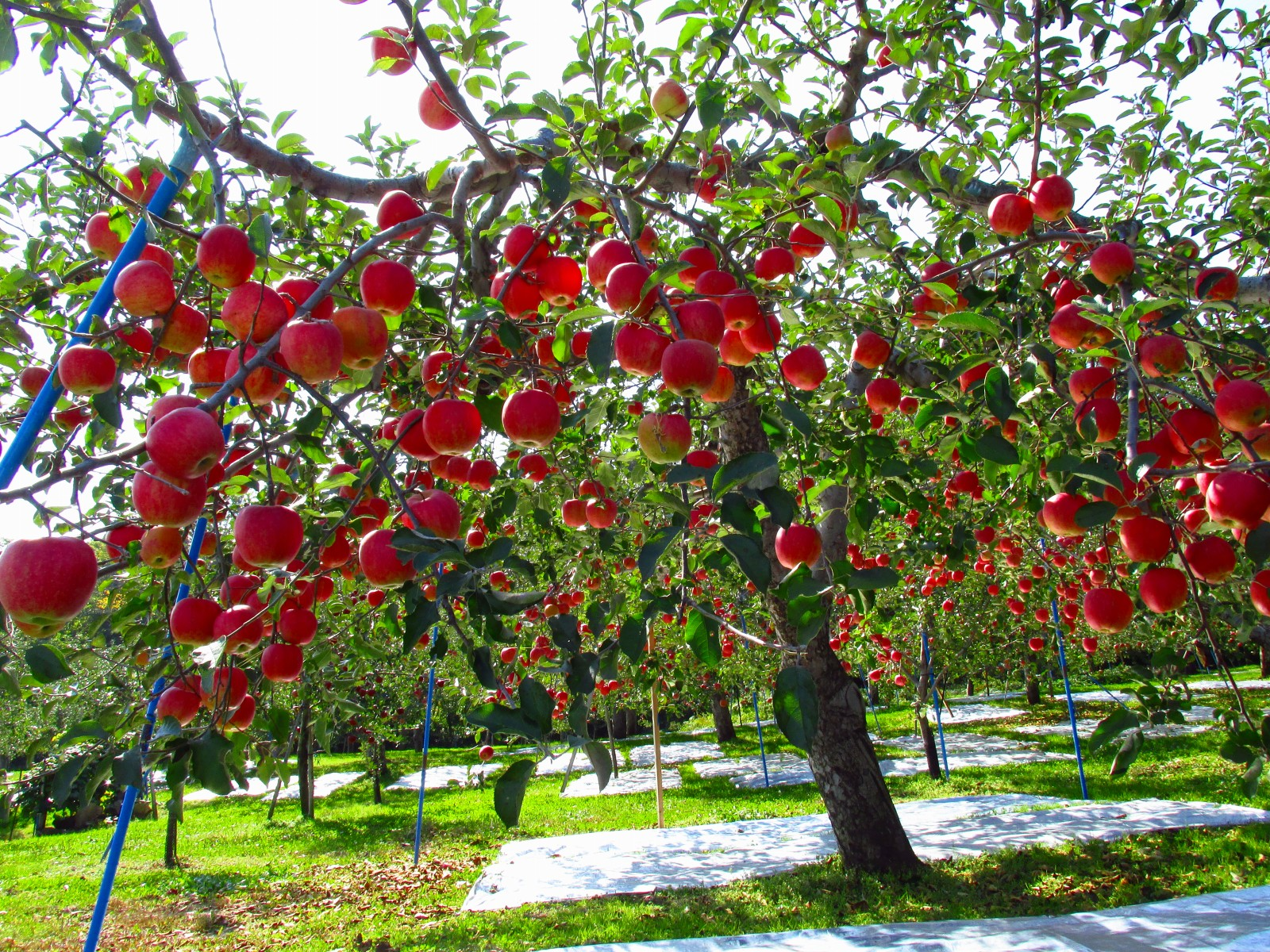
A Fuji-almák (Malus domestica "Fuji") piros színe

Az antocián pigmentek nagy segítséget jelentenek azoknak a növényeknek a számára, melyek a rovarok segítségét használják beporzáshoz, valamint az antociánt tartalmazó gyümölcsöket az állatok nagyobb valószínűséggel találják meg, ezáltal a magok jobb szétszórását biztosítva. A fotoszintézist ellátó szövetek esetében az antocián pigmentek védelmet nyújtanak a napsugárzás káros hatásai ellen ezáltal védve a létfontosságú szöveteket. Ennek eredményeként a növények fiatal hajtásai pirosak, vagy rozsdaszínűek, a lombhullató növények őszi levelei sárgásbarnák lesznek, valamint a széleslevelű örökzöldeknél a téli időszak alatt a levelek pirosas árnyalatúvá válnak. Egy elmélet szerint azért kapnak piros árnyalatot a levelek, mert így elkerülik a piros fény hullámhosszában vak növényevőket.
Az antocián egyúttal egy erős antioxidáns is, ezzel is segítve a káros UV sugarak által létrehozott szabad gyökök elleni védekezést. Az antioxidáns tulajdonságot elfogyasztás után is megtartja, többek között ezért is nagyon egészségesek a piros héjú vagy húsú gyümölcsök.

## Előfordulása
Nem minden növény tartalmaz antociánt: például a kaktuszokban és az amarántban betalain található helyette.
Növényekben az antocián más, kémiailag hozzá közel álló természetes pigmentekkel (flavonoidokkal, karotinoidokkal, antoxantinokkal)  együtt található.
Relatív fiatal növényekben, vagy fiatal hajtásokban, ahol a klorofill és a gyanta termelése még nem indult be, az UV sugarak elleni védelem érdekében az antocián termelődése fokozódik. Ezáltal a növény pirosas, rozsdabarna része védve lesz a káros sugaraktól. A klorofill termelésének megkezdésekor az antocián termelése alábbhagy. A növények által előállított antocián típusa nagyban függ a növény fajtájától, a talaj minőségétől, a hőmérséklettől, a páratartalomtól, és még egy sor egyéb tényezőtől. Azok a növények, melyek csak egyféle antociánt tudnak előállítani, rendkívül ritkák, de vannak ilyenek.

## Felépítés

### Antocianidinek: Flavilium kation származékok
Az antocianidinek nem tartalmaznak cukoregységeket. Sóknak tekinthetők, a kation alapváza a flaviliumion, ez a piriliumionból vezethető le, egy benzolgyűrű hozzáillesztésével (ez a kromiliumion), majd a hozzáillesztett benzolgyűrűn az egyik hidrogénatom fenilcsoportra való kicserélésével. Az antocianidinek a flavilliumiun származékai, benne egyes hidrogénatomok hidroxilcsoporttal (vagy metoxicsoporttal) vannak szubsztituálva.

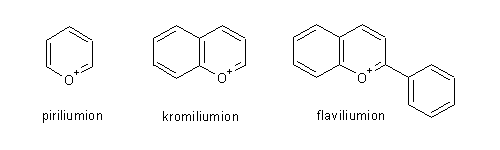
A piriliumion, a kromiliumion és a flaviliumion szerkezete.

A fontosabb antocianidinek szerkezete:
| \| Antocianidin \| R1 \| R2 \| R3 \| R4 \| R5 \| R6 \| R7 \| \| Aurantinidin \| -H \| -OH \| -H \| -OH \| -OH \| -OH \| -OH \| \| Cianidin \| -OH \| -OH \| -H \| -OH \| -OH \| -H \| -OH \| \| Delfinidin \| -OH \| -OH \| -OH \| -OH \| -OH \| -H \| -OH \| \| Europinidin \| -OCH3 \| -OH \| -OH \| -OH \| -OCH3 \| -H \| -OH \| \| Luteolinidin \| -OH \| -OH \| -H \| -H \| -OH \| -H \| -OH \| \| Pelargonidin \| -H \| -OH \| -H \| -OH \| -OH \| -H \| -OH \| \| Malvidin \| -OCH3 \| -OH \| -OCH3 \| -OH \| -OH \| -H \| -OH \| \| Peonidin \| -OCH3 \| -OH \| -H \| -OH \| -OH \| -H \| -OH \| \| Petunidin \| -OH \| -OH \| -OCH3 \| -OH \| -OH \| -H \| -OH \| \| Rosinidin \| -OCH3 \| -OH \| -H \| -OH \| -OH \| -H \| -OCH3 \| |       |     |       |     |       |     |       |
| Antocianidin | R1    | R2  | R3    | R4  | R5    | R6  | R7    |
| Aurantinidin | -H    | -OH | -H    | -OH | -OH   | -OH | -OH   |
| Cianidin | -OH   | -OH | -H    | -OH | -OH   | -H  | -OH   |
| Delfinidin | -OH   | -OH | -OH   | -OH | -OH   | -H  | -OH   |
| Europinidin | -OCH3 | -OH | -OH   | -OH | -OCH3 | -H  | -OH   |
| Luteolinidin | -OH   | -OH | -H    | -H  | -OH   | -H  | -OH   |
| Pelargonidin | -H    | -OH | -H    | -OH | -OH   | -H  | -OH   |
| Malvidin | -OCH3 | -OH | -OCH3 | -OH | -OH   | -H  | -OH   |
| Peonidin | -OCH3 | -OH | -H    | -OH | -OH   | -H  | -OH   |
| Petunidin | -OH   | -OH | -OCH3 | -OH | -OH   | -H  | -OH   |
| Rosinidin | -OCH3 | -OH | -H    | -OH | -OH   | -H  | -OCH3 |

### Antocianinek: Antocianidin-glikozidok
Az antocianinok két különböző elemből épülnek fel. Az egyik egy antocianidin, ami már eleve is színes, és az antocianidinhez egy vagy két cukorrész kapcsolódik. (A cukorrész önmagában színtelen.) A szénhidrátok az antocianidinhez glikozidkötéssel kapcsolódnak. Az antocianinekben található cukrok az elterjedt szénhidrátok közé tartoznak (pl. D-glükóz, D-galaktóz, L-ramnóz). Az antocianinek közé tartozik például a cianin, amelynek antocianidin része cianidin, és a cianidin a 3-as és az 5-ös helyzetű hidroxilcsoportjával létesít kötést két molekula glükózzal.

## Őszi színek

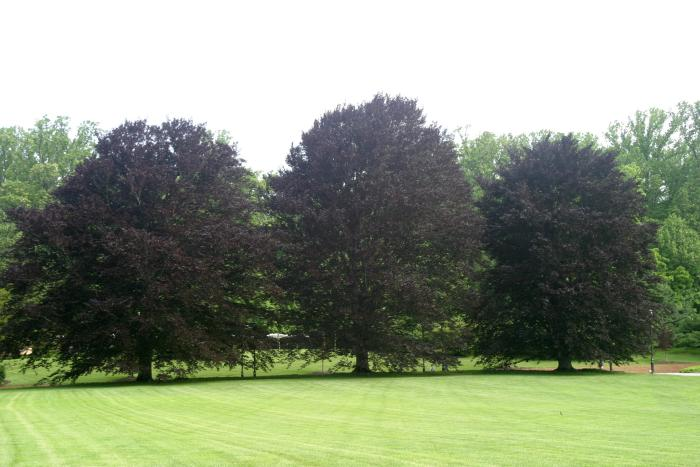
A különlegesen magas antocián tartalmú növényeket dísznövényként tenyésztik - itt a lila levelű európai bükk (fagus sylvatica) látható

Sok biológiai témájú könyvben szerepel az a (részben) téves állítás, mely szerint a levelek őszi színét a lebomló zöld klorofill adja, mely így felfedi az egész idő alatt ott lévő narancssárga, sárga és piros pigmenteket karotinoidokat, xantofillokat és antociánokat. Ez a forgatókönyv igaz a karotinoidokra és a xantofillokra, viszont az antocián nincs jelen egészen addig, amíg a növény nem kezdi el lebontani a klorofillt. Ekkor a növény elkezdi az antocián szintézisét, hogy az védelmet nyújtson a káros sugarak elől.

## Felhasználása
Az antociánt általában másodlagos metabolitként, az élelmiszer-iparban pedig színanyagként használják. Az antocián egy nagyon erős antioxidáns is. Az antioxidáns tulajdonságot elfogyasztás után is megtartja, többek között ezért is nagyon egészségesek a piros héjú vagy húsú gyümölcsök.